# Rosfeber

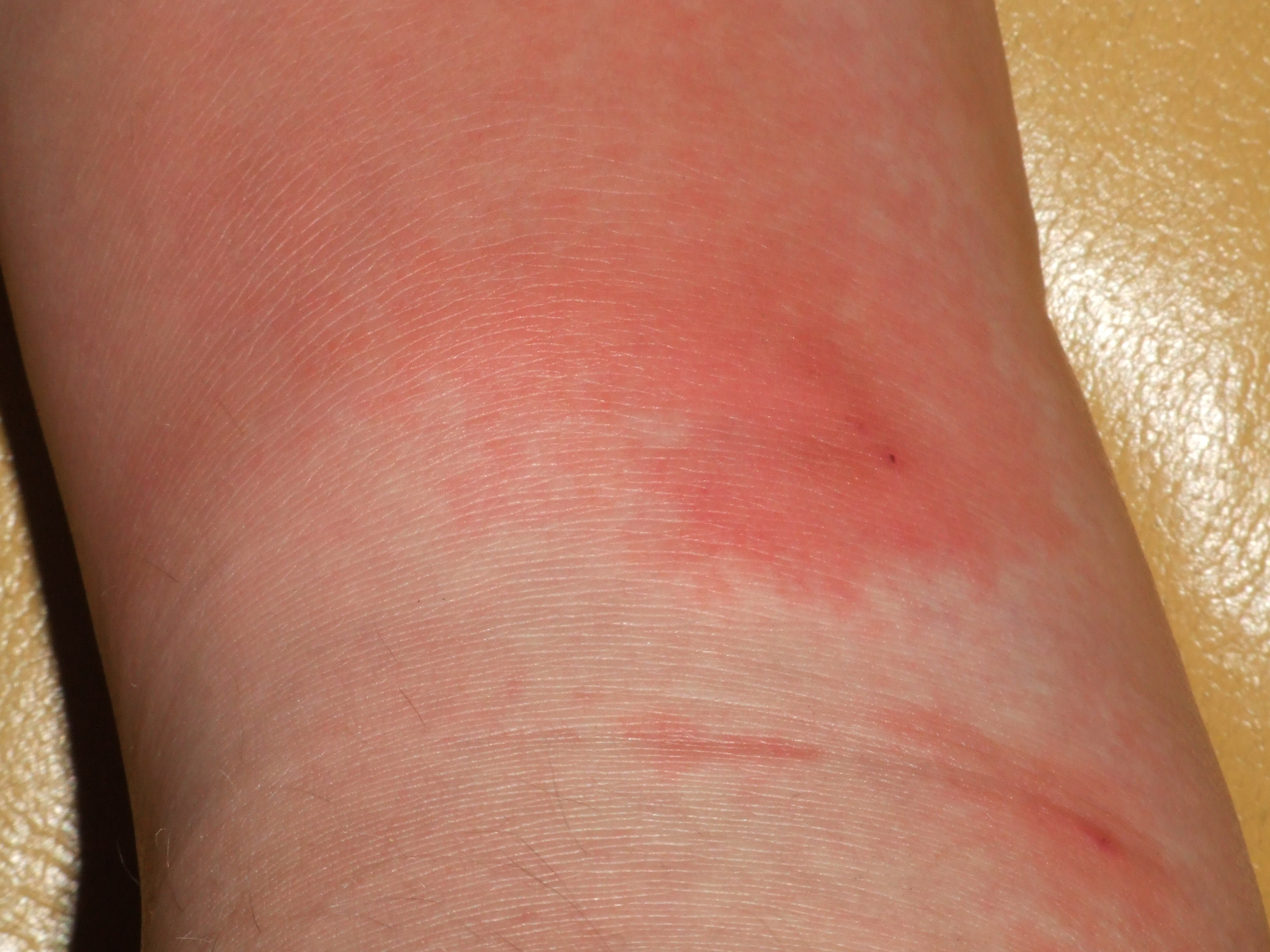
Hud med rosfeber.

Rosfeber eller ansiktsros (erysipelas roseus ) är en bakteriell infektion i läderhuden (dermis). Den syns oftast som att huden blir röd och svullen i ansikte eller på underben.
Rosfeber är en bakteriesjukdom som vanligen orsakas av så kallade betahemolyserande streptokocker (oftast Streptococcus pyogenes). Även stafylokocker kan ge upphov till sjukdomen. Det är sålunda ingen egentlig "egen" sjukdom, utan mer ett sjukdomstillstånd som kan ha flera orsaker.[källa behövs] Bakterierna utgör ofta en del av patientens normalflora som vid sjukdom har kunnat penetrera huden. I regel finns en hudskada bakom, exempelvis ett skärsår, skavsår, eller kroniskt bensår, men det är inte alltid som man kan finna ingångsporten. Vätskesvullen vävnad (ödem) gör ofta ovanliggande hud extra känslig för sjukdomen.[källa behövs]
Rosfeber kan sprida sig snabbt och i värsta fall leda till blodförgiftning (sepsis). Symptomen kan även vara liknande med hög feber och illamående. Vid allvarliga fall kan svår sjukdomskänsla inträda liksom matthet eller omtöcknat medvetande. Den drabbade bör därför uppsöka läkare.[källa behövs] Behandling är oftast penicillin eller annan antibiotika, i allvarligare fall intravenöst. Under sjukdomstiden rekommenderas avhållsamhet från fysisk ansträngning.[källa behövs]
Den som drabbats av rosfeber kan få skadade lymfkärl i det drabbade området. Detta kan i sin tur leda till konstant svullnad i området, vilket i sin tur gör att den sjuke kan få återkommande rosfeber.